# دولت محمد مصطفی
دولت محمد مصطفی نوزدهمین دولت کشور فلسطین است. محمد مصطفی در ۱۴ مارس ۲۰۲۴ رسماً مأمور تشکیل دولت جدید شد، زیرا در پی استعفای دولت محمد اشتیه در ۲۶ فوریه ۲۰۲۴، اشتیه اعلام کرد که دولتش استعفای خود را از ۲۰ فوریه ۲۰۲۴ به محمود عباس، رئیس‌جمهور فلسطین، تحویل داده است. در ۲۶ فوریه ۲۰۲۴، رئیس‌جمهور عباس استعفای دولت را پذیرفت و آن را به‌طور موقت برای اداره امور دولت تا زمان تشکیل دولت جدید منصوب کرد.
در ۱۴ مارس ۲۰۲۴، محمد مصطفی توسط رئیس‌جمهور عباس مأمور تشکیل «دولت تکنوکرات‌ها» شد. در ۲۸ مارس ۲۰۲۴، مصطفی دولت خود را به رئیس‌جمهور عباس معرفی کرد که در همان روز دولت جدید را تأیید کرد. محمد مصطفی و وزرای منصوب او در ۳۱ مارس ۲۰۲۴ سوگند یاد کردند.